# 粛川・順川の戦い
粛川・順川の戦い（しゅくせん・じゅんせんのたたかい、スクチョン・スンチョンのたたかい）は、朝鮮戦争中の1950年10月20日から23日まで平安南道粛川郡及び順川市付近を戦場としてアメリカ合衆国、大韓民国及びイギリスと朝鮮民主主義人民共和国（北朝鮮）の間で行われた戦闘である。朝鮮戦争における大規模な空挺作戦として知られている。

## 概要

### 作戦目標
仁川・ソウル攻略に間に合わなかった米陸軍第187空挺連隊は9月末以降金浦飛行場の警備に当たっていた。そして本戦争の最終段階（と当時思われた）の平壌の攻略が間近に迫ったので同連隊の投入が決定された。当初は平壌近郊に直接降下、地上部隊の大同江渡河を支援することが期待されたが、北朝鮮軍が平壌死守の公算は低いとの見積もりから、作戦目標を「北朝鮮政権首脳と北朝鮮軍主力の退路遮断、平壌付近に拘置されている国連軍捕虜」を救出」するという、空挺作戦史上、初めての政治戦略的見地（敵対政権首脳部の拘束を作戦目標に入れた、という意味において）を有する作戦を実施することとなった。

### 降下場所の選定
降下場所の選定は、最初は交通の結節点である平壌近郊、次に満州へと続く2本の幹線道路上にある新安州（平壌から北約70kmの地点にある）と院里付近が検討されたが、兵站線が延びきり、地上連携部隊の到着も遅れが出て降下部隊が敵中に孤立する恐れ大として却下された。難渋したが妥協の末、前2案の中間点である粛川と順川への降下に決定された。

### 降下時期の決定
第187空挺連隊は16日以降出撃準備完了していたが、奇襲効果の期待と降下部隊の安全確保という相矛盾する条件と悪天候の前に2度降下決定され、2度延期された。19日夜、地上連携部隊の大同江渡河の目処が付いたため、翌20日、晴天ならば降下の決定がされた。地上連携部隊としては、粛川に米第24師団隷下の英第27旅団が、順川にドジャーズ支隊（戦車1個中隊、騎兵（機械化歩兵）1個大隊基幹）が前進することになった。さらに、韓国第二軍団長劉載興将軍の命により韓国第6師団の順川への突進も同時に進行していた。

## 空挺降下

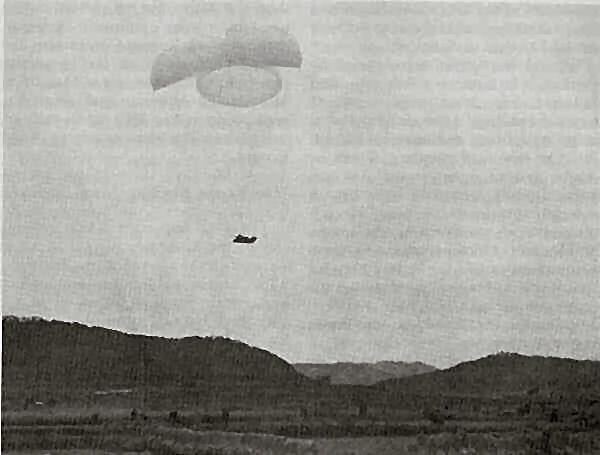
粛川付近に投下される物資

第187空挺連隊戦闘団は、20日0230起床、整斉と搭乗を開始し豪雨が晴れるのを待った。
第1次降下隊（第1大隊、連隊本部、本部中隊、工兵対及び衛生隊。人員約2,800人。装備品約74t）は、1200金浦飛行場を離陸し漢江上空にて輸送機は集結し順川DZ（降下地域）へと向かった。尚、DZ及びその周辺は事前に戦闘爆撃機群によって「清掃済み」であった。この降下の際、105mm榴弾砲等の重物量の実戦投下は初めてであった。投下した7門と弾薬1,125発の内、1門と弾薬の約10％が着地時に損耗した。
第2次降下隊（第2大隊、第3大隊。人員約4,000人。装備品、補給品約600t）は、1420粛川DZに降下。周辺の緊要地点を速やかに確保し、南北の交通を遮断した。ここに奇襲は成功し、空挺堡は完成したのである。
しかし、第1大隊が順川北方を偵察してみると北朝鮮軍主力の活動の痕跡は偵知できず、既に後退を完了しており、接触できたのは後衛の1個連隊のみであった。さらに、北朝鮮首脳部は10月12日に列車で移動したことが、平壌市民から提供された情報資料により明らかにされ、捕虜数千人も同じく北へ移送されていたのである。

## 地上連携部隊
20日夜、第3大隊は捕虜移送列車が隠れていると伝えられていたので、待ち伏せしていたが一向に到着せず、明け21日天明時に大隊を国道沿いに南下させた。この後、永柔付近の163高地と漁波里の高地にて各1個大隊ずつの北朝鮮軍と接触、直ちに戦闘となった。この戦闘は激しく、ある中隊は90人を失った。大隊主力は163高地を占領したが軽装備部隊ゆえに重火力戦力の不足と、元の人員が少ないため損害が発生すると加速度的に戦力が低下する空挺部隊特有の現象には如何ともし難かったのである。
21日1200、地上連携部隊は大同江を渡河。北へ向け突進を開始した。夜間には前進を停止し周辺の警戒にあった。同じ頃、163高地の第3大隊は高地から撃退され、大隊本部も包囲された。
22日天明時、英第27旅団は危急の知らせを深夜に受け、天明と供に攻撃発起。友軍相撃を避けるため銃剣突撃を敢行した。やがて敵味方があいまみえる混戦となり、その際にはオーストラリア大隊は突如、背後から射撃を受けた。振り返ってみると水田には藁クズしかなく、時折そこかしこから煙が出ていたので、これを検索すると中には両足を縛られた若い北朝鮮兵が潜んでいたのである。
接戦は3時間近くに及んだが、22日1100、両部隊は提携に成功した。

## 血算
21日1200、第1騎兵師団長一行が粛川に到着すると、付近住民から鳴牛砧（粛川の西48km）の鉄道トンネルでアメリカ軍捕虜約200人が銃殺された、と知らせを受けた。副師団長と韓国第6師団情報部長が現地に赴くと、そこには死因不明のアメリカ人の遺体7体が一塊になってあり、草むらの中から1人の生存者が現れた。彼の証言によれば、給食中のところを射殺されたらしく、他の生存者の証言と照らし合わせると約300人の捕虜が2個列車に分乗して移送され、アメリカ軍機の爆撃によりほとんど前進できず待機していたところ20日夕方食事のため列車から降ろされ、護衛の北朝鮮兵の一部から出し抜けに機関銃で掃射された。捕虜の大半は死亡。合計66の遺体が発見され、23人が救出された。遺体は小倉のキャンプにて清められて本国に送還された。
結局、北朝鮮首脳部を拘束することも、北朝鮮軍主力を捕捉撃滅することもかなわず、友軍捕虜の救出もできず、ただ一足早い北進となっただけであった。韓国軍はそのまま鴨緑江を目指し突進を継続、英軍は戦場整理をしつつマッカーサーラインまでの前進を開始、第187空挺連隊は任務終了に伴い23日平壌に移動した。それでも彼らは皆クリスマスまでに戦争が終わると楽観視していた。しかし、その時すでに中国軍が南下を始めていた。

## 参加部隊

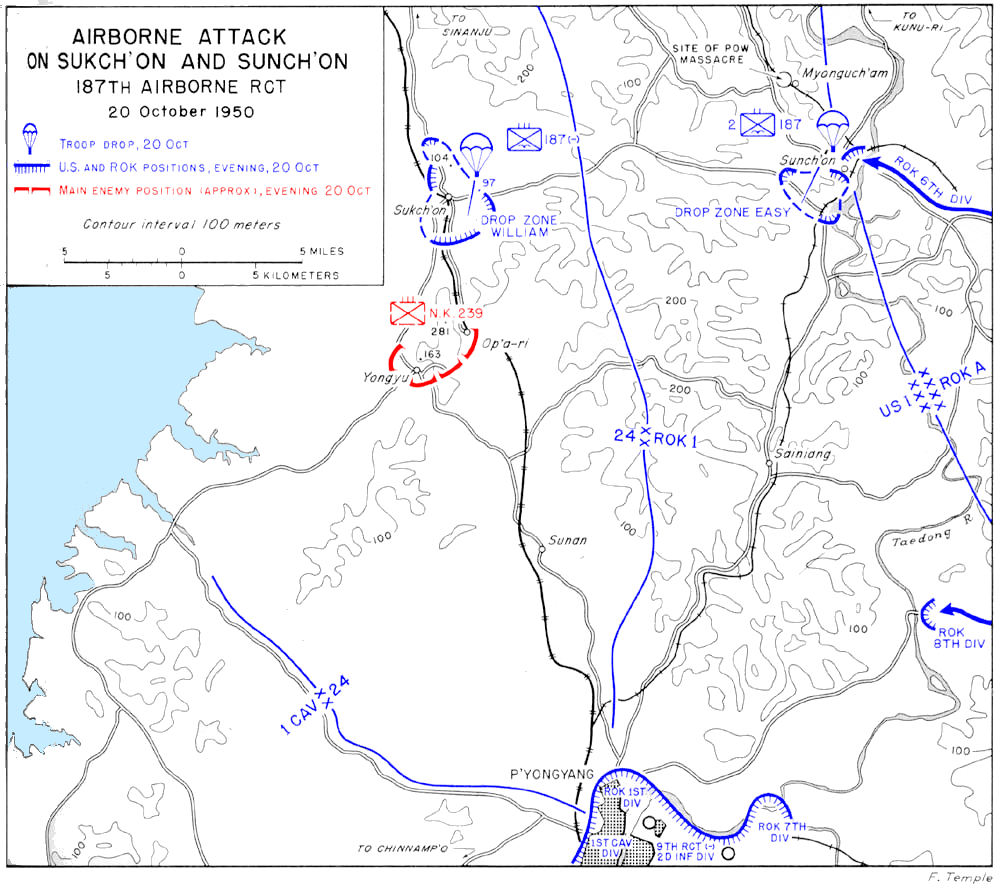
粛川 (Sukch'ŏn) には第187連隊主力、順川 (Sunch'ŏn) には第187連隊第2大隊が降下した。永柔 (Yŏngyu) 付近には朝鮮人民軍第239連隊が布陣している

### 国連軍
- 米第187空挺連隊
  - 連隊本部及び本部中隊
  - 工兵隊
  - 衛生隊
  - 第1大隊
  - 第2大隊
  - 第3大隊
- 米ドジャーズ支隊（米第1騎兵師団）
  - 戦車1個中隊
  - 騎兵1個大隊
- 英第27旅団（米第24師団）
  - アーギール大隊
  - オーストラリア大隊
- 韓国第6師団

他、国連軍の航空部隊など

### 北朝鮮軍
- 第239連隊